# YOU SHOP

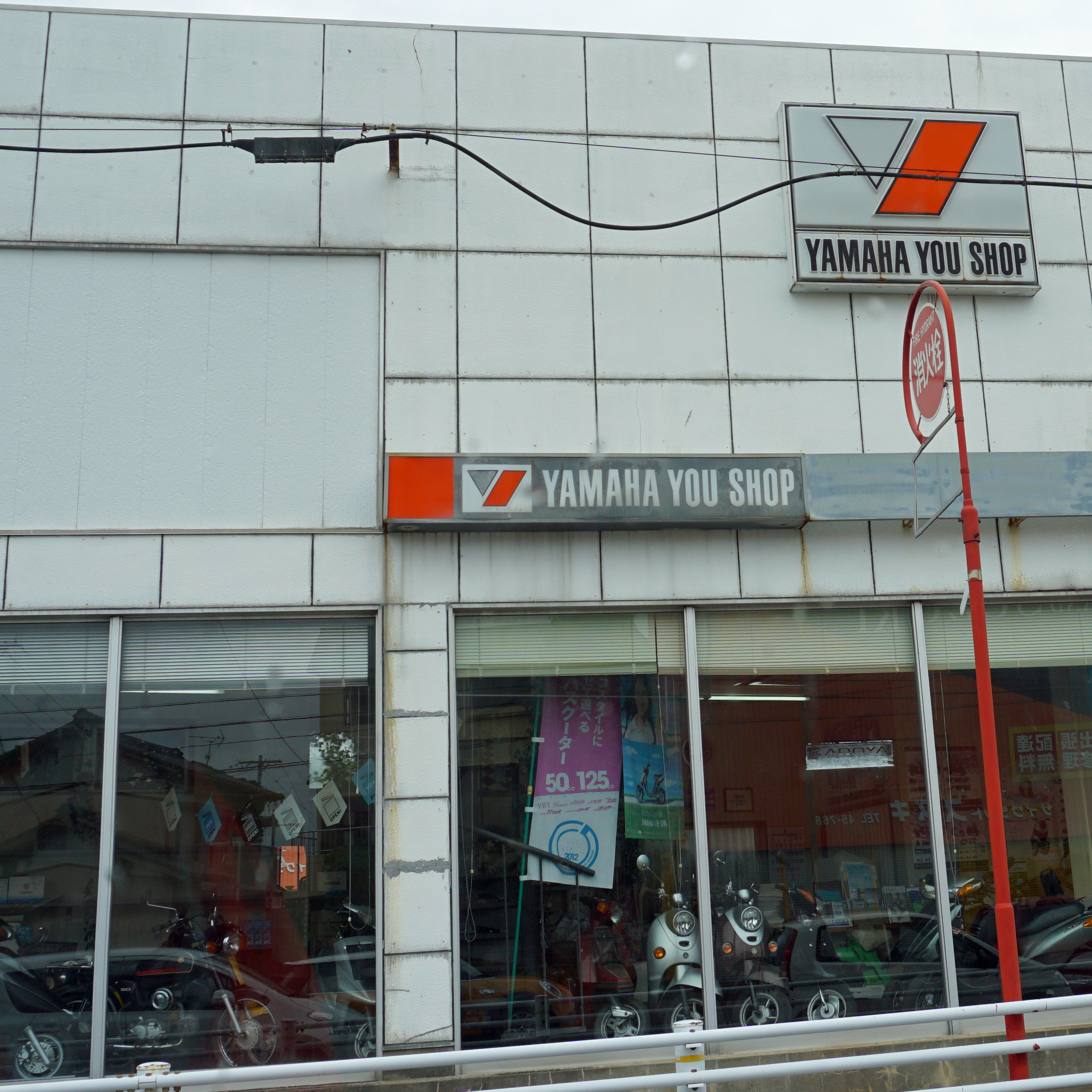
Yamaha You Shop

YOU SHOPとは、日本全国に展開するヤマハ発動機の正規販売店であるヤマハコミューターショップのこと。

## 概要
YOU SHOPでは、ヤマハ発動機が製造販売するオートバイの販売店である。主にスクーターやビジネスバイクを取り扱う。
一部の店舗では、スポーツバイクを取り扱う資格を持つ場合もある。